# 인연이란
《연인이란》은 한국방송공사 2TV 특집드라마이다.

## 기획 의도
따뜻한 가족관계의 회복과 가족의 참 의미를 그린 드라마

## 제작진
- 극본 : 서희정
- 연출 : 장길수

## 출연진
- 김인문
- 나문희
- 변희봉
- 이기영
- 정승호